# Constantin Orologea
Constantin Orologea a fost un legendar actor român de teatru și film.
A jucat în filmul Independența României, în care a interpretat două roluri: Mitropolitul și generalul Totleben.